# استان هامگیونگ شمالی
استان هامگیونگ شمالی (به لاتین: North Hamgyong Province) یک استان در کشور کره شمالی است که در منطقهٔ کوانبوک واقع شده‌است.

## خصوصیات
استان هامگیونگ شمالی ۲۰٬۳۴۵ کیلومترمربع مساحت و ۲٬۳۲۷٬۳۶۲ نفر جمعیت دارد.